# Iguassua humilis
Genre
Espèce
Iguassua humilis, unique représentant du genre Iguassua, est une espèce d'opilions laniatores de la famille des Gonyleptidae.

## Distribution
Cette espèce est endémique du Paraná au Brésil. Elle se rencontre vers Foz do Iguaçu.

## Description
Le mâle holotype mesure 3,5 mm.

## Publication originale
- Mello-Leitão, 1935 : « A propósito de alguns opiliões novos. » Memórias do Instituto Butantan, vol. 9, p. 369–411.